# 南院门
南院门是位于西安的一条街道。南院门在很长一段时期都是西安的政治、经济、文化中心。

## 历史

### 政治

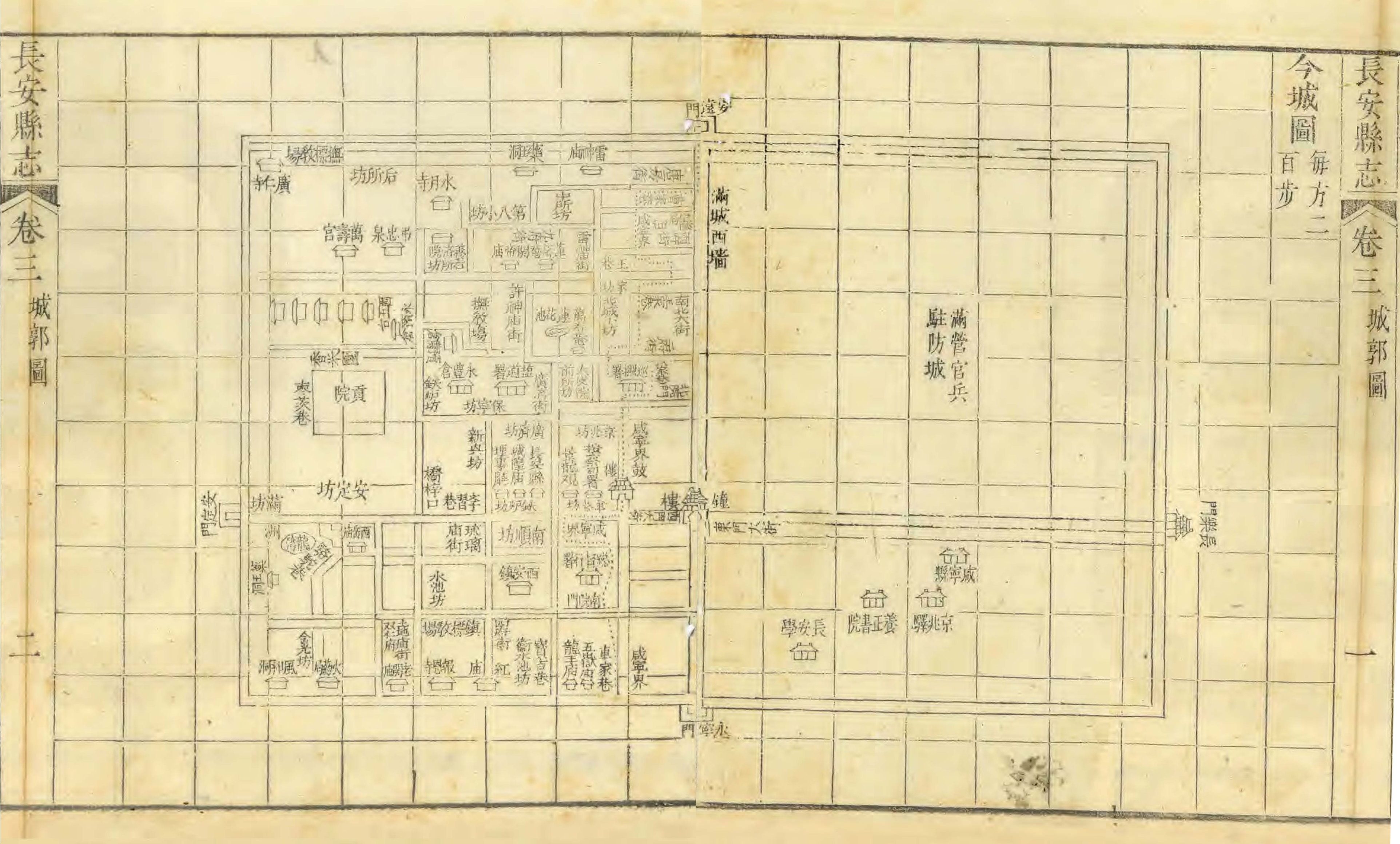
清嘉庆二十年（1815）《长安县志》城郭图，采用计里画方法绘制，南院门位于钟楼西南，图上标有总督行署和西安镇。

隋唐时期，南院门所在地为唐长安城内的皇城区域，属于太仆寺所在地，唐末将改区域改建为居民坊。
清代初期，川陕总督的行署就设置在南院门，陕西巡抚衙门建造在鼓楼以北，两衙署一南一北，南院门与北院门也因此得名。后南院门成为陕甘总督行署。到清中期，陕甘总督行署移驻到兰州后，南院门衙署便闲置了，直到1900年慈禧太后和光绪皇帝西狩西安，陕西地方官员才将南院衙署收拾出来供慈禧居住，后慈禧因条件有限而搬至北院门居住，南院门成了陕西巡抚部院的新署所在。
民国时期，陕西省议会、国民党省党部等都曾占驻南院门。1926年到1934年，国民党陕西省党部也曾设在南院门。
1949年至1954年，陕西省人民政府曾在南院门办公。1954年至2011年2月21日，中共西安市委员会也曾在南院门办公。

### 经济、文化
民国时期，“中州会馆”、“安徽会馆”、“福建会馆”就位于南院门大街上。南院门也是民国时期西安钟表业的集中地，并且云集了西安当时各类首饰店、眼镜店、绸缎庄、鞋帽店、药店、百货商店、点心店。
民国时期，西安市八家全国著名大书店的分店其中五家就设在南院门。至今，“西安古旧书店”仍在原址上维持着经营。1914年至2001年，陕西省图书馆（前身为中山图书馆、陕西省立西京图书馆）一直位于南院门。

### 衰落
1934年，随着陇海铁路通车，西安城内的商业区开始向东逐渐扩展和转移。1937年抗日战争爆发后，大量难民拥入西安，东大街、解放路一带很快地发展成为一处新的商业区。1950年代公私合营之后，南院门的店铺、作坊被合并、歇业、改行、迁走，也就无法再维持繁荣的景象。

## 与粉巷的关系
历史上竹笆市街与德福巷以东是粉巷，以西则是南院门街，早年粉巷是一条东南向斜通南大街的小街道。因为20世纪90年代初街道拓宽，两条街拉直成了一条街，容易让人产生混淆。

## 延伸阅读
- 西安的南院门与『亮宝楼』（页面存档备份，存于）